# NGC 4288
NGC 4288 је спирална галаксија у сазвежђу Ловачки пси која се налази на NGC листи објеката дубоког неба.
Деклинација објекта је + 46° 17' 40" а ректасцензија 12h 20m 38,0s. Привидна величина (магнитуда) објекта NGC 4288 износи 12,6 а фотографска магнитуда 13,3. Налази се на удаљености од 8,0000 милиона парсека од Сунца. NGC 4288 је још познат и под ознакама UGC 7399, MCG 8-23-6, DDO 119, CGCG 244-6, PGC 39840.